# Shmurda She Wrote
Shmurda She Wrote — перший міні-альбом американського репера Боббі Шмерди, виданий лейблом Epic Records 10 листопада 2014 р. Реліз дебютував на 79-ій сходинці Billboard 200 з результатом у 5 тис. копій, проданих за перший тиждень.

## Сингли
25 липня 2014 вийшов перший сингл «Hot Nigga». Пісня стала відомою завдяки танцю Shmoney, що став вірусним після виходу кліпу. 30 вересня випустили другий окремок «Bobby Bitch».

## Список пісень
| #  | Назва                                   | Продюсер(и)           | Тривалість |
| -- | --------------------------------------- | --------------------- | ---------- |
| 1. | «Worldwide Nigga» (з участю Ty Real)    |                       | 3:09       |
| 2. | «Hot Nigga»                             | Jahlil Beats          | 3:14       |
| 3. | «Bobby Bitch»                           | Dondre, Kilo Murda    | 2:40       |
| 4. | «Living Life» (з участю Rowdy Rebel)    | Jugo                  | 2:28       |
| 5. | «Wipe the Case Away» (з участю Ty Real) | Sha Money XL, Ty Real | 3:41       |

## Чартові позиції
| Чарт (2014)               | Найвища позиція |
| ------------------------- | --------------- |
| США                       | 79              |
| US Rap Albums             | 5               |
| US Top R&B/Hip-Hop Albums | 7               |